# Marion Matthäus
Marion Matthäus (Hanau, 8 de Janeiro de 1896 — ibid., 1980) foi uma cantora lírica (mezzosoprano) alemã. Estudou canto com Lilli Lehmann e com Lula Mysz-Gmeiner em Berlim.

## Carreira
Estreou em opereta em 21 de Dezembro de 1913 no Stadttheater Heilbronn. Seguiram-se então contratos em diversas importantes cidades. Em 1936, emigrou para o Rio de Janeiro onde cantou no Teatro Municipal em óperas e concertos. Foi também professora de canto no Rio. Entre seus alunos cariocas destacam-se Semita Valença Weiman e Vanda Oiticica. Em 1949, volta para sua cidade natal na Alemanha. Continua a carreira de cantora no palco e em gravações estereofônicas. Cantou sobretudo papéis de Wagner, Verdi e Richard Strauss.